# Češnjice, Lukovica
Češnjice este o localitate din comuna Lukovica, Slovenia, cu o populație de 16 locuitori.